# Geografia Finlandii

Mapa Finlandii

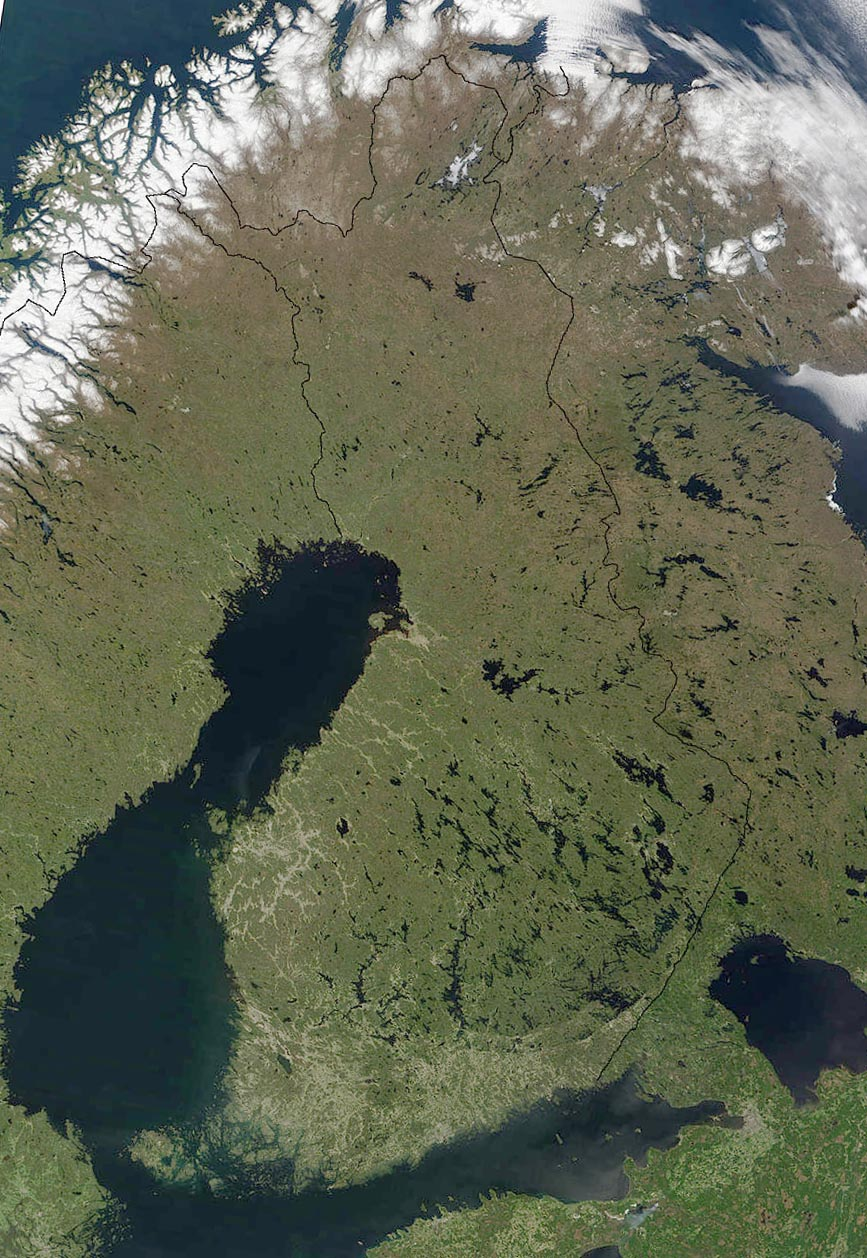
Obraz satelitarny

Finlandia jest jednym z najbardziej wysuniętych na północ państw Europy. Blisko jedna czwarta powierzchni kraju obejmuje tereny położone na północ od koła podbiegunowego. Poza regionami Laponia i Ostrobotnia Północna, kraj słynie z ogromnej liczby jezior, lasów, dobrze zachowanej przyrody i chłodnego klimatu.

## Powierzchnia, położenie i granice
Powierzchnia całkowita Finlandii wynosi 337 030 km², co czyni z niej siódmy pod względem powierzchni kraj w Europie (po Rosji, Ukrainie, Francji, Hiszpanii, Szwecji i Niemczech). Powierzchnia lądowa wynosi 305 470 km², zaś wód – 31 560 km² (10,6% całkowitej powierzchni).
Finlandia leży w Europie Północnej, nad Zatoką Botnicką (zachodnie wybrzeże) i Zatoką Fińską (południowe wybrzeże), nad Morzem Bałtyckim. Terytorium kraju leży na obszarze przylegającym do Półwyspu Skandynawskiego.
Skrajne punkty: północny 70°06'N, południowy 59°30'N, zachodni 19°07'E, wschodni 31°35'E. Rozciągłość południkowa wynosi 1140 km, a równoleżnikowa 530 km.
Finlandia graniczy z następującymi państwami:
- Norwegia – 729 km
- Szwecja – 586 km
- Rosja – 1313 km
- Estonia poprzez wody terytorialne Zatoki Fińskiej – około 330 km (oddzielona pasem wód międzynarodowych)

Długość linii brzegowej wynosi 1126 km bez wysp; z uwzględnieniem wysp ponad 4500 km.

## Budowa geologiczna i rzeźba
Największy wpływ na ukształtowanie powierzchni Finlandii miały lodowce. 10 000 lat temu cofające się lodowce pozostawiły po sobie moreny, drumliny i ozy. Innymi dowodami na niegdysiejszą obecność lodowców stanowią tysiące jezior, które dzięki nim powstały. Przesuwający się lód wyrzeźbił niecki jezior, które wypełniła woda między innymi z topniejących się lodowców. Kierunek przesuwania się lodowców wpłynął na ułożenie się jezior w osi z północnego wschodu na południowy zachód. Dwa grzbiety Salpausselkä, biegnące równolegle, oddalone od siebie o około 25 kilometrów stanowią morenę czołową. Grzbiety te sięgają wysokością 200 m n.p.m. i stanowią najwyższy punkt południowej Finlandii.
Podstawę Finlandii niemal w całości tworzą krystaliczne skały tarczy bałtyckiej, na którą składają się gnejsy, granity i łupki pochodzące sprzed prawie 2,6 mld lat. Poza tymi skałami występują intruzje i wysady sprzed 1,6 mld lat. Obszar Finlandii przez kilkaset milionów lat był terenem denudacji, która doprowadziła do powstania penepleny. Finlandia jest krajem nizinnym, a średnia wysokości nad poziomem morza wynosi 152 m n.p.m. W kraju jednak niewiele jest miejsc pokrytych równinami.  Poza regionem Zatoki Botnickiej przeważają tereny pagórkowate. Na wschodzie i północy rozciągają się pogórza i wyżyny (Wyżyna Lapońska na północy i Wyżyna Maanselkä na wschodzie), których średnia wysokość wynosi od 300 do 400 m n.p.m. W północno-zachodnim krańcu kraju znajduje się fragment Gór Skandynawskich, gdzie znajduje się najwyższy szczyt kraju – Haltiatunturi o wysokości 1328 m n.p.m. Obszary górskie Finlandii stanowią znikomy procent powierzchni kraju.

## Kształt kraju
Kształt Finlandii przypomina figurę jednorękiego człowieka. Fińska personifikacja narodowa – Suomi-neito (Fińska Dziewica) wiąże się ściśle z kształtem państwa na mapie. Porównanie to jest do tego stopnia popularne, że Finowie nazywają czasem swój kraj właśnie „Suomi-neito”. Nawet oficjalnie region Enontekiö, położony w północno-zachodniej części kraju między Szwecją a Norwegią, nazywany jest käsivarsi (pol. „ramię”). W wyniku prowadzonych po dwóch agresjach ZSRR: wojny zimowej (1939–1940) i tzw. wojny kontynuacyjnej (1941-1944), zakończonej podpisanym w 1947 pokojem paryskim Finlandia straciła część ze swoich wschodnich terenów na rzecz ZSRR. W Finlandii mówi się, że Dziewica straciła lewe ramię (region Petsamo, obecnie Peczenga w Rosji) jak i część spódnicy (Karelia).

## Strefy krajobrazowe
Wiele krajów można podzielić, ze względu na krajobraz, na strefy. Nie inaczej sprawa wygląda w Finlandii. Fińskie wyspy są zazwyczaj kamieniste. Fińskie wybrzeża są szerokie i gliniaste, dużo pól uprawnych. Rejon Pojezierza Fińskiego pokryty jest lasami. Północna Finlandia jest skąpo pokryta roślinnością charakterystyczną dla rejonów arktycznych.
W skład Finlandii wchodzi wiele wysepek, które ciągną się od fińskiego wybrzeża w rejonie Turku na południowy zachód w głąb Bałtyku. Najważniejszym archipelagiem są Wyspy Alandzkie, leżące u wejścia do Zatoki Botnickiej. Po drugiej wojnie światowej zarówno Finlandia, jak i Szwecja rościły sobie prawa do tych wysp. Chociaż ludność zamieszkująca wyspy jest kulturalnie związana bardziej ze Szwecją niż Finlandią, Liga Narodów przyznała wyspy Finlandii w 1921 r. Głównym tego powodem był fakt, iż w zimie wody Bałtyku otaczające wyspy zamarzają, łącząc je z Finlandią. Czyni to z tych wysp punkt ważny strategicznie dla bezpieczeństwa Finlandii. Wyspy te są skaliste i zalesione.
Zarówno wyspy, jak i kontynentalna część Finlandii wciąż przechodzą proces wynurzania się z morza w wyniku ruchów izostatycznych. Ciężar lodowców spowodował zapadnięcie się terenu. Od kiedy lodowce stopniały teren powoli zaczyna się podnosić. Na południu i południowym zachodzie proces ten przebiega z prędkością około 25 cm na 100 lat. Na północy proces przebiega szybciej, w tempie około 80 lub nawet 90 cm na 100 lat. Oznacza to, że powierzchnia Finlandii wzrasta o około 7 km² rocznie.
Wybrzeża Finlandii to gliniaste ziemie sięgające nie dalej niż 100 km w głąb lądu. Tereny te opadają na południe w stronę morza od morenowych grzbietów Salpausselkä. Wzdłuż Zatoki Botnickiej wyżyny opadają w kierunku południowo-zachodnim. Przybrzeżne gleby sprzyjają rolnictwu.

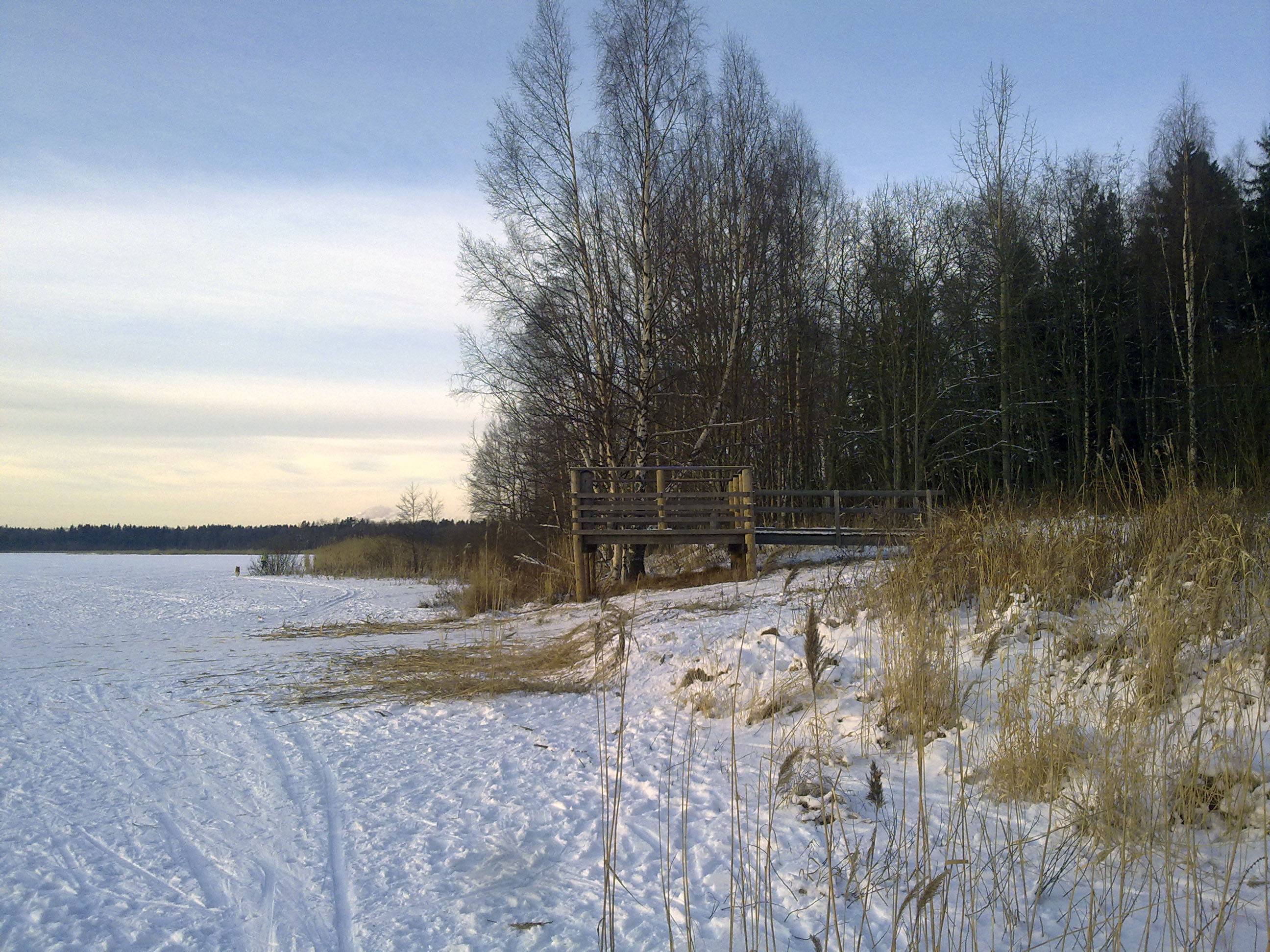
Zamarznięte jezioro Enäjärvi

Wnętrze kraju, lesiste Pojezierze Fińskie jest największym regionem geograficznym kraju. Od południa ograniczają je grzbiety Salpausselkä. Lesiste krajobrazy ciągną się na wschód aż do Rosji, co oznacza, że nie ma żadnej naturalnej granicy między tymi dwoma państwami. W całym kraju znajduje się 187 888 jezior, z czego około 55 000 ma więcej niż 200 metrów szerokości. Największym jeziorem jest Saimaa, które zajmuje powierzchnię 4400 km², co czyni z niego piąte co do rozmiarów jezioro Europy. Najgłębsze jezioro osiąga głębokość 100 metrów. Średnia głębokość jezior w Finlandii wynosi 7 m.
Północna Finlandia leży poza kołem podbiegunowym. Region ten zwany jest Laponią. Są to zdecydowanie najwyżej położone rejony kraju, teren wznosi się tam ponad 1000 metrów n.p.m. Leży tu też najwyższy punkt Finlandii Haltiatunturi, który należy do Gór Skandynawskich.
Największe rzeki Finlandii znajdują się na północy. Największą z nich jest Kemijoki, która posiada też największą liczbę dopływów. Inną duża rzeką jest Oulujoki, znajdująca się bardziej na południe.

## Klimat

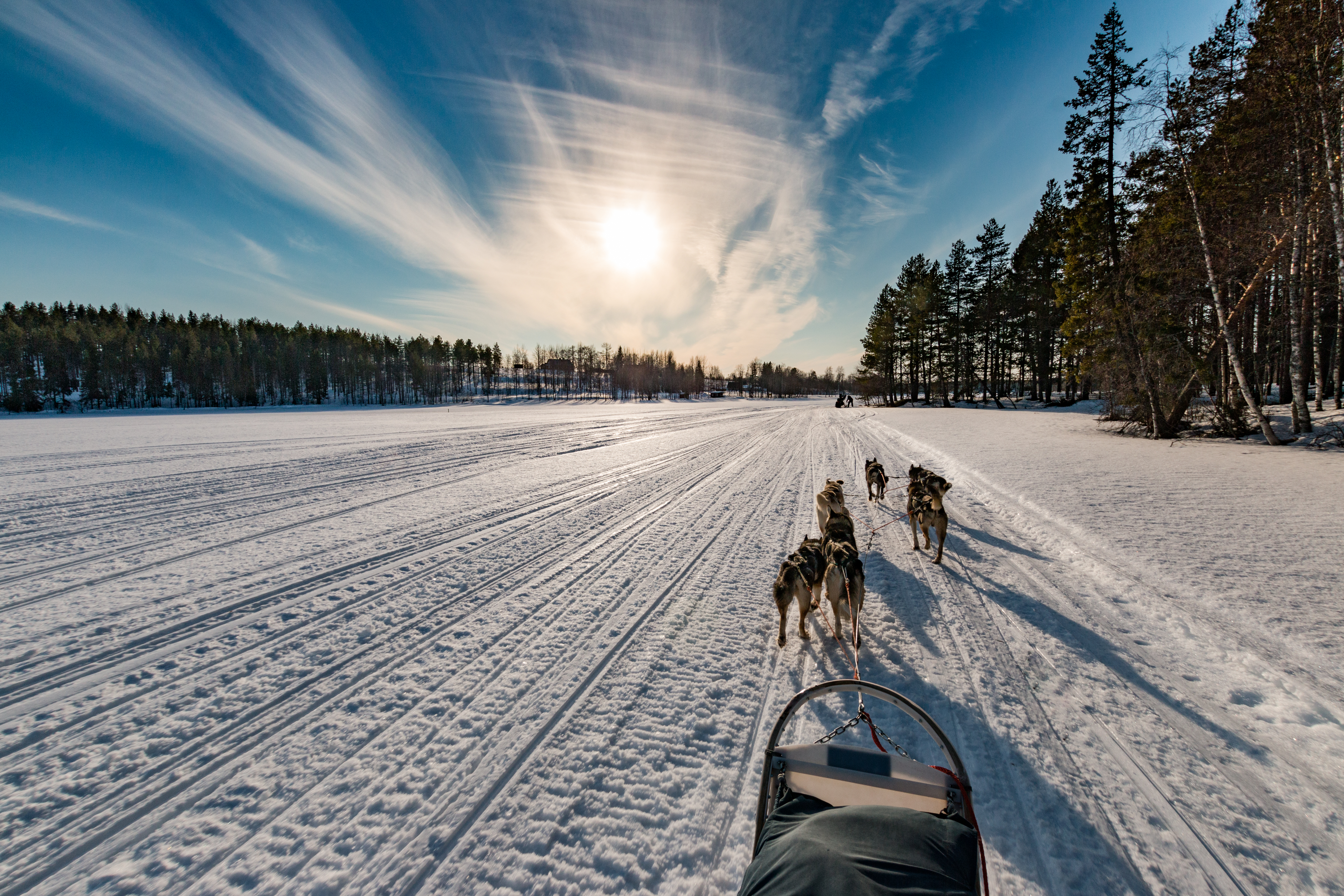
Śnieżne zimy są korzystne dla używania psich zaprzęgów

Finlandia w większości leży w strefie klimatu umiarkowanego chłodnego, a południowo-zachodnie wybrzeże umiarkowanego ciepłego. Z powodu swego położenia zima jest najdłuższą porą roku. Zima średnio trwa od początku grudnia do połowy marca w południowo-zachodniej części kraju, a w Laponii od października do maja. To oznacza, że południowe rejony kraju są pokryte śniegiem przez około 3–4 miesiące, a północne przez 6–7. Zima powoduje, że na północy około połowa z rocznych opadów wynoszących 600 mm spada w postaci śniegu.
Na klimat kraju wpływają także Atlantyk na zachodzie oraz Eurazja na wschodzie. Ciepłe wody Prądu Zatokowego i Prądu Północnoatlantyckiego, które ogrzewają Norwegię i Szwecję ogrzewają także Finlandię. Zachodni wiatr przynosi ciepłe powietrze znad Bałtyku wpływając na temperatury, szczególnie na południu. Te same wiatry, ściągając chmury, wpływają na zmniejszenie nasłonecznienia w lecie. Natomiast wyże znad kontynentu powodują ostre zimy i czasami wysokie temperatury w czasie lata.
Najwyższą temperaturą zanotowaną w Finlandii jest 37,2 °C w Liperi w lipcu 2010 r. Najniższą natomiast jest −51,5 °C w miejscowości Kittilä w styczniu 1999 r, ale nieoficjalny rekord wynosi −54,0 °C, które zanotowano w Kaaresuvanto, po szwedzkiej stronie granicy. Średnia roczna temperatura na południowym zachodzie waha się od 5,0 °C do 7,5 °C z łagodną zimą i ciepłym latem. Na północy średnia roczna temperatura waha się od 0 °C do −4 °C.
Ekstremalne temperatury notowane dla każdego miesiąca:

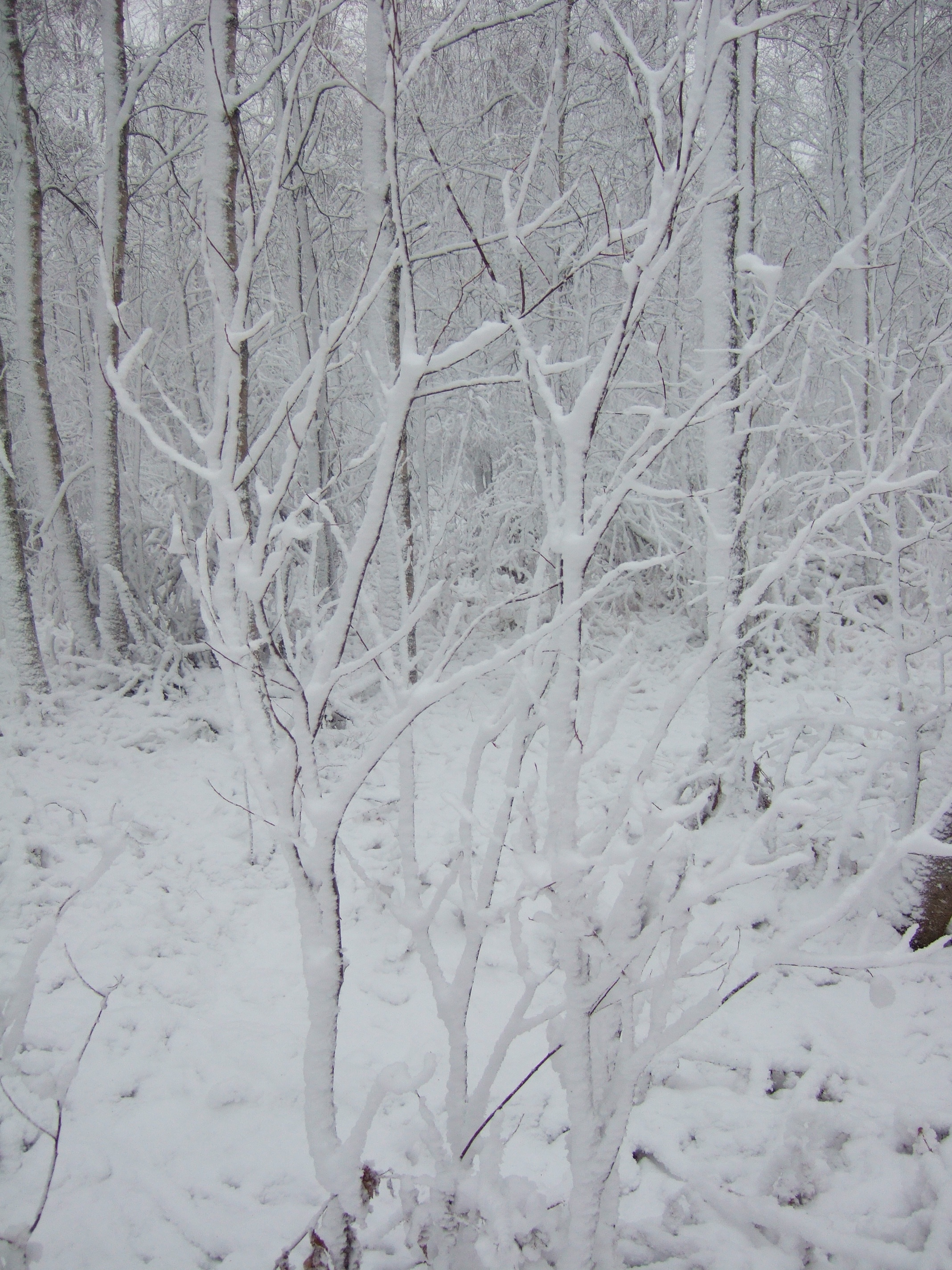
Fiński las w środku zimy

Najwyższe:
- Styczeń: +10,9 °C (6 stycznia 1973 r., Maarianhamina)
- Luty: +11,8 °C (28 lutego 1943 r., Helsinki)
- Marzec: +17,5 °C (27 marca 2007 r., Vantaa)
- Kwiecień: +25,5 °C (27 kwietnia 1921 r., Jyväskylä)
- Maj: +31,0 °C (30 maja 1995 r., Lapinjärvi)
- Czerwiec: +33,8 °C (24 czerwca 1934 r., Ähtäri)
- Lipiec: +37,2 °C (29 lipca 2010 r., Liperi)
- Sierpień: +33,8 °C (7 sierpnia 2010 r., Heinola i Puumala, 8 sierpnia 2010 r., Lahti)
- Wrzesień: +28,8 °C (6 września 1968 r., Rauma)
- Październik: +19,4 °C (2 października 1985 r., Helsinki)
- Listopad: +14,1 °C (2 listopada 1999 r., Maarianhamina)
- Grudzień: +10,8 °C (6 grudnia 2006 r., Salo)

Najniższe:
- Styczeń: −51,5 °C (28 stycznia 1999 r., Kittilä), nieoficjalnie −54,0 °C w Kaaresuvanto
- Luty: −49,0 °C (5 lutego 1912 r., Sodankylä)
- Marzec: −44,3 °C (1 marca 1971 r., Salla)
- Kwiecień: −36,0 °C (9 kwietnia 1912 r., Kuusamo)
- Maj: −24,6 °C (1 maja 1971 r., Enontekiö)
- Czerwiec: −7,0 °C (3 czerwca 1962 r., Inari)
- Lipiec: −5,0 °C (12 lipca 1958 r., Kilpisjärvi)
- Sierpień: −10,8 °C (26 sierpnia 1980 r., Salla)
- Wrzesień: −18,7 °C (26 września 1968 r., Sodankylä)
- Październik: −31,8 °C (25 października 1968 r., Sodankylä)
- Listopad: −42,0 °C (30 listopada 1915 r., Sodankylä)
- Grudzień: −47,0 °C (21 grudnia 1919 r., Pielisjärvi)

Opady atmosferyczne w kraju nie są zbyt duże, co jest powodowane wpływem kontynentalnych mas powietrza. Na południu kraju suma opadów dochodzi do 750 mm rocznie, w środkowej części to około 600 mm, zaś w Laponii tylko 400–450 mm rocznie i jest głównie postać śniegu. Maksimum opadów przypada na sierpień i wrzesień. Poza śnieżycami, w kraju nie występują ekstremalne zjawiska pogodowe, a burze występują jedynie na południu kraju w okresie letnim.

## Wody
Finlandia jest bardzo zasobna w wody powierzchniowe, podstawowym elementem krajobrazu są właśnie jeziora, których powierzchnia łączna zajmuje prawie 10% powierzchni kraju. Jeziora są połączone rzekami i kanałami, przez co tworzą w środkowej części kraju skomplikowany system wodny. Taki stan rzeczy stwarza bardzo dobre warunki dla transportu wodnego. Rzeki wykorzystywane są wraz z kanałami i jeziorami do spławu drewna i celów energetycznych.
Sieć rzeczna kraju jest gęsta, i choć rzeki są przeważnie krótkie, to są zasobne w wodę. Krótkie rzeki w kraju posiadają liczne progi i wodospady. Największym wodospadem jest Imatra (wysokość 18,4 m). W kraju znajduje się kilka długich rzek powszechnie używanych do żeglugi. Najdłuższą rzeką kraju jest Kemi (600 km), drugą co do wielkości jest Vuoksi (około 550 km). Około 30% powierzchni Finlandii zajmują bagna i torfowiska.

## Gleby
Fińskie gleby są mało urodzajne. Przeważają gleby bielicowe, skupiając się na Pojezierzu Fińskim i w regionach północnych. Najlepsze pod względem urodzajności są warstwy glebowe powstałe na polodowcowych iłach i morskich mułach i występują w południowo-zachodniej części kraju. Obszary te zajmują jedynie 3% powierzchni kraju. Na obszarach podmokłych, na północy kraju występują gleby torfowe. Najmniej żyzne gleby leżą w północnej Laponii i na większości zalesionych terenów. W wielu miejscach tychże terenów występują gleby kamieniste. Znaczna część gleb Finlandii ze względu na zakwaszenie i zbielicowanie wymaga melioracji i wapnowania.

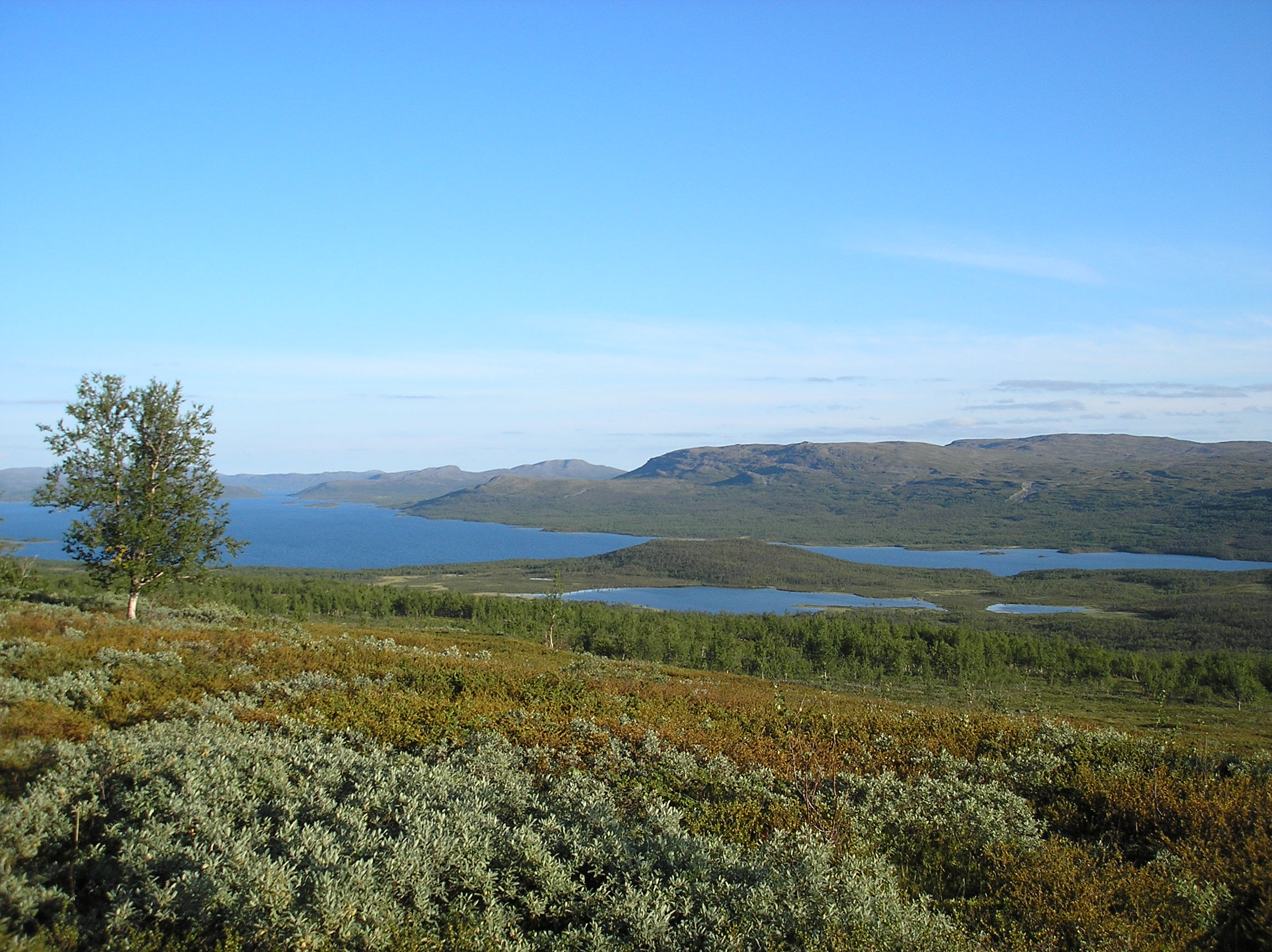
Północna Finlandia

## Flora
Finlandia to najbardziej zalesiony kraj Europy, lasy zajmują aż 74% powierzchni kraju. Obszar Finlandii ze względu na jej dużą rozciągłość południkową leży na obszarze dwóch głównych stref roślinnych. Tereny na południu i na południowym zachodzie są pokryte północnoeuropejskimi lasami mieszanymi. W skład lasów mieszanych oprócz sosny, która w całej Finlandii ma 53% udziału, wchodzą takie gatunki jak klon, dąb, olcha i jesion. Cała centralna część kraju, ale i też obszary leżące na południu i północy, to tereny lasów borealnych. Dominującymi gatunkami są tu drzewa iglaste, a same lasy iglaste są charakterystyczne dla tych obszarów. Przeważają sosny i świerki, ale miejscami występują także brzozy. Im dalej na północ tym roślinność leśna staje się rzadsza. Lasy zastępują tereny otwarte, łąki tundrowe, występują takie gatunki jak brzoza karłowata. Tereny leżące na samej północy wchodzą w skład strefy subarktycznej, czyli dominującą strefą roślinną jest tundra, gdzie rosną porosty oraz mchy.

## Fauna
Fauna Finlandii jest bardzo bogata i obecność człowieka nie wywarła na świat zwierząt negatywnego wpływu tak jak w wielu innych krajach świata. Świat zwierząt na większości obszarów kraju reprezentują gatunki europejskich lasów klimatu umiarkowanego. W lasach żyją lisy, jelenie, zające i wiewiórki. Bogaty jest też świat ptaków, gdzie w lasach żyją liczne gatunki rodzime, jak i sezonowe. Głównymi gatunkami są głuszce i cietrzewie. Jako że Finlandia obfituje w jeziora, rzeki i tereny podmokłe, licznie występują różne gatunki charakterystyczne dla tychże terenów. W kraju można spotkać łosie, wydry, a z ptaków różne gatunki kaczek i gęsi. Na wschodzie nielicznie występują wilki i niedźwiedzie, a u wybrzeży Zatoki Botnickiej i na wyspach Zatoki Fińskiej żyją nerpy obrączkowane. Północne obszary Finlandii to region reprezentowany przez faunę subarktyczną. W Laponii żyją lisy polarne, renifery, rosomaki i sowy śnieżne.
W Finlandii znajduje się wiele parków narodowych (łączna powierzchnia 8,8 tys. km², 2008), największe to Lemmenjoki oraz park Urho Kekkonena. W kraju znajduje się 80 obiektów chronionej przyrody.